# سیارک ۱۶۷۱۱
سیارک ۱۶۷۱۱ (به انگلیسی: 16711 Ka-Dar، نامگذاری:1995SM29) شانزده هزار و هفتصد و یازدهمین سیارک کشف شده‌است که در ۲۶ سپتامبر ۱۹۹۵ کشف شد.
قدر مطلق سیارک برابر ۲۹.۵ است.